# If It's Lovin' that You Want
"If It's Lovin' that You Want" là một bài hát của nữ ca sĩ Barbados Rihanna, lấy từ album phòng thu đầu tay của cô ấy, Music of the Sun (2005). Bài hát được phát hành dưới dạng đĩa đơn thứ 2 và cuối cùng từ album vào ngày 13 tháng 9 năm 2005.

## Xếp hạng
| Chart (2005)                             | Peak position |
| ---------------------------------------- | ------------- |
| Úc (ARIA)                                | 9             |
| Áo (Ö3 Austria Top 40)                   | 31            |
| Bỉ (Ultratop 50 Flanders)                | 25            |
| Châu Âu Hot 100 Singles (Billboard)      | 35            |
| Đức (GfK)                                | 25            |
| Ireland (IRMA)                           | 8             |
| Hà Lan (Single Top 100)                  | 13            |
| New Zealand (Recorded Music NZ)          | 9             |
| Thụy Sĩ (Schweizer Hitparade)            | 19            |
| Anh Quốc (OCC)                           | 11            |
| Hoa Kỳ Billboard Hot 100                 | 36            |
| Hoa Kỳ Hot R&B/Hip-Hop Songs (Billboard) | 99            |
| Hoa Kỳ Pop Airplay (Billboard)           | 9             |